# A Little Inside
A Little Inside (Uma Relação Especial no Brasil) é um filme independente, que marca a estreia de direção e roteirização de Kara Harshbarger. O filme é vencedor de 2002, na categoria de melhor filme de drama do New York International Independent Film and Video Festival que aconteceu em Nova York.

## Sinopse
Ed Mills é um promissor jogador de baseball à beira do estrelato que vê seus sonhos serem destruídos quando ele se torna um pai solteiro, devido a morte de sua esposa.
Cinco anos mais tarde, ele é um mecânico de uma pequena cidade dando o seu melhor para criar sua filha de sete anos de idade, Abby. Ed cria Abby da única maneira que sabe, ensinado-a a jogar baseball e incentivando-a a participar de uma equipe de baseball onde só jogam meninos. No entanto, Abby prefere aulas de balé e passar o tempo com outras meninas, para a grande decepção do pai. Como Abby está crescendo e escolhendo seus próprios interesses, Ed percebe que não pode realizar seu sonho através de sua filha.
A fim de deixar o passado para trás e deixar Abby seguir seus próprios sonhos e ser o que deseja ser, Ed decide voltar a jogar e tentar uma carreira profissional. Enquanto isso, ele e Abby descobrem que tudo o que precisam está bem na frente deles, um do outro.

## Elenco
| Intérprete            | Personagem       |
| --------------------- | ---------------- |
| Hallie Kate Eisenberg | Abby Mills       |
| Benjamin King         | Ed Mills         |
| Kathy Baker           | Nancy            |
| Frankie Faison        | Tom Donner       |
| Amanda Detmer         | Sarah Parker     |
| Jared Padalecki       | Matt Nelson      |
| Wayne Duvall          | Treinador Steve  |
| Jay Harrington        | Ryan McGillian   |
| Sean Michael Arthur   | Mathews          |
| Kelly Keefe           | Robyn Mills      |
| Charles Parks         | Ronnie           |
| Paige Wolfe           | Krista           |
| Philip Salvatti       | Rusty (Mecânico) |